# Ogowe-Lolo
Ogowe-Lolo (fr. Ogooué-Lolo) – jedna z dziewięciu prowincji Gabonu. Stolicą prowincji jest Koulamoutou.

## Departamenty
Ogowe-Lolo jest podzielony na 3 departamenty:
- Lolo-Bouenguidi (Koulamoutou)
- Lombo-Bouenguidi (Pana)
- Mouloundou (Lastoursville)